# 印度凹牙豆娘魚
印度凹牙豆娘魚，又稱印度寬刻齒雀鯛，為輻鰭魚綱鱸形目隆頭魚亞目雀鯛科的其中一種，分布於西印度洋區，從阿卡巴灣、紅海、馬爾地夫至泰國、印尼蘇門答臘島西部海域，深度2-15公尺，本魚體呈卵圓形而側扁，腹部和下側的顏色從銀色漸變到黃白色，頭的後背部分主要是綠色，前鰓蓋骨後緣和鰓蓋骨上半部呈暗灰色；背鰭半透明至綠白色，尾鰭的下緣和上緣狹黑色；腹鰭淡黃色至白色；胸鰭是半透明的，在最上面的鰭條的基部有小黑點，齒單列，齒端扁平而具缺刻，尾鰭分叉，背鰭硬棘8枚、背鰭軟條11-13枚；臀鰭硬棘2枚、臀鰭軟條13-14枚，體長8.3公分，棲息在近海珊瑚礁區，繁殖期時成對出現，雄魚會築巢護卵，生活習性不明。